# Miroslav Vučetić
Miroslav Vučetić (* 8. August 1976 in Split) ist ein ehemaliger kroatischer Schwimmer. Er gewann bei Europameisterschaften auf der 25-Meter-Bahn eine Bronzemedaille. Er war Spezialist im Freistilschwimmen.

## Sportliche Karriere
Im November 1993 wurde die kroatische 4-mal-50-Meter-Freistilstaffel mit Miloš Milošević, Marijan Kanjer, Alen Lončar und Miroslav Vučetić Dritte bei den Sprinteuropameisterschaften in Gateshead. Einen Monat später fanden in Palma de Mallorca die ersten Kurzbahnweltmeisterschaften statt. Die kroatische 4-mal-100-Meter-Freistilstaffel belegte den sechsten Rang. 1994 fanden die Weltmeisterschaften in Rom statt. Mit der 4-mal-100-Meter-Freistilstaffel verfehlte Vučetić den Finaleinzug.
1996 bei den Olympischen Spielen in Atlanta schwamm Vučetić die 19. Vorlaufzeit über 200 Meter Freistil, für das B-Finale fehlten ihm zwei Zehntelsekunden. Die 4-mal-200-Meter-Freistilstaffel mit Marijan Kanjer, Gordan Kožulj, Marko Strahija und Miroslav Vučetić schwamm die 13. Vorlaufzeit unter 17 Staffeln. Zwei Tage später erreichte die kroatische 4-mal-100-Meter-Freistilstaffel mit Marijan Kanjer, Alen Lončar, Miloš Milošević und Miroslav Vučetić die 14. Vorlaufzeit unter 19 Staffeln. Die 4-mal-100-Meter-Lagenstaffel mit Krešimir Čač, Tomislav Karlo, Miloš Milošević und Miroslav Vučetić wurde 16. unter 25 Staffeln. Schließlich nahm Vučetić auch am 400-Meter-Freistilwettbewerb teil und wurde 22. der Vorläufe.
Miroslav Vučetić studierte und schwamm von 1994 bis 1998 an der Syracuse University in den Vereinigten Staaten. Er war der erste Olympiateilnehmer im Schwimmen seiner Universität.